# Sector primario

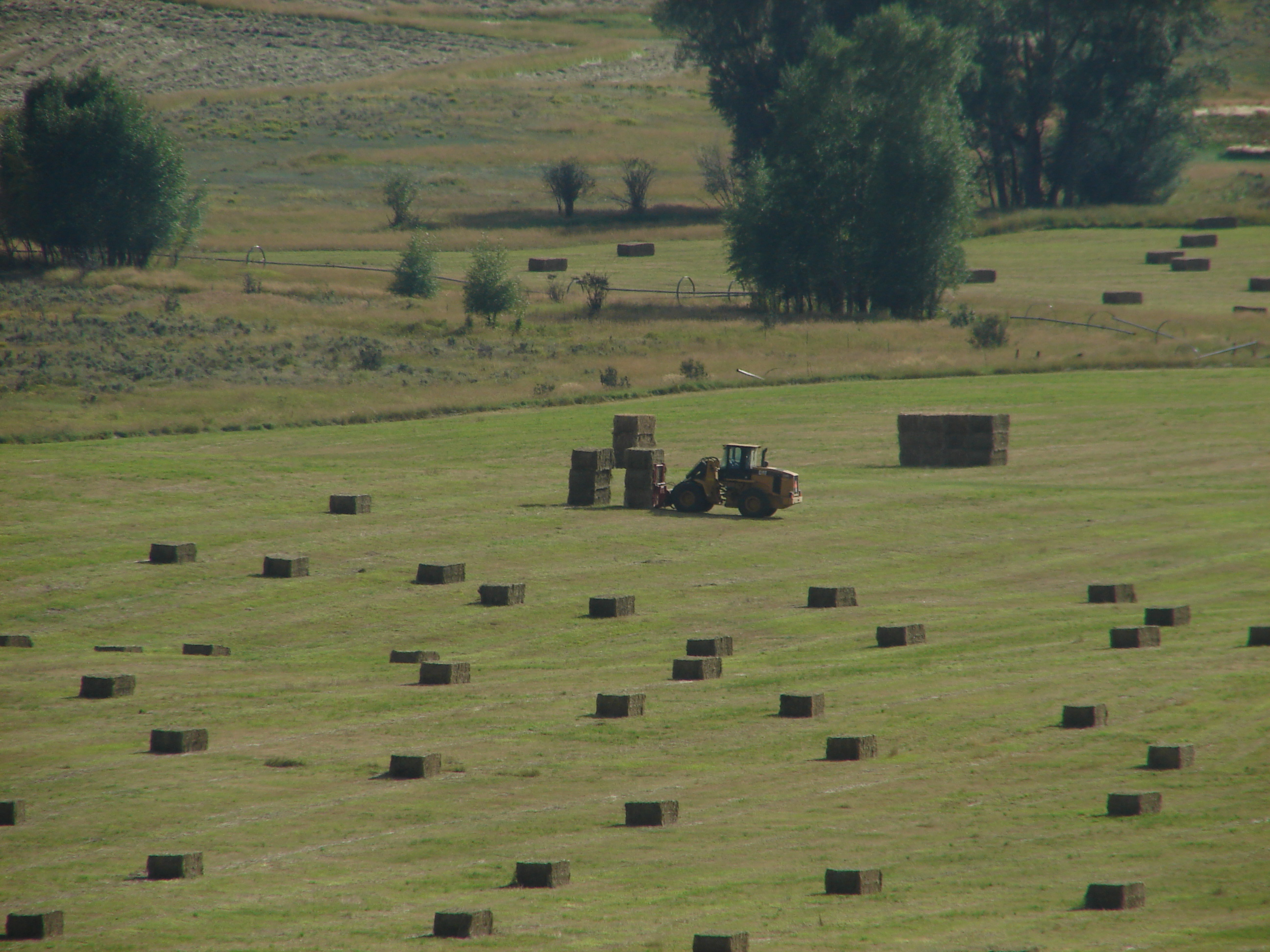
Empaquetamiento de heno en Estados Unidos. La agricultura fue uno de los primeros integrantes del sector primario.

El sector primario está formado por las
actividades económicas relacionadas con la recolección o extracción y la transformación de los recursos naturales con poca o ninguna manipulación. Las principales actividades del sector primario son el sector agropecuario (agricultura y ganadería), la silvicultura (explotación forestal), la apicultura, la acuicultura, la minería, la pesca, y la caza.  Usualmente, los productos primarios son utilizados como materia prima en las producciones industriales.
Los procesos industriales que se limitan a dar un valor añadido a los recursos naturales suelen ser considerados parte del sector primario, especialmente si dicho producto es difícil de ser transportado en condiciones normales a grandes distancias. 
El dominio del sector primario, tanto si se reduce al sector agrario como si se considera la totalidad de los sectores extractivos, suele ser una característica definitoria de la economía de los países subdesarrollados. No obstante, varios países desarrollados también poseen sectores primarios pujantes, a los que se añade producción de mayor valor agregado. Este sector viene del latín agri (campo) y cultura (cultivo) es una actividad dedicada a la explotación de bosques y selvas, la cría y el desarrollo de ganado

## Historia del sector primario

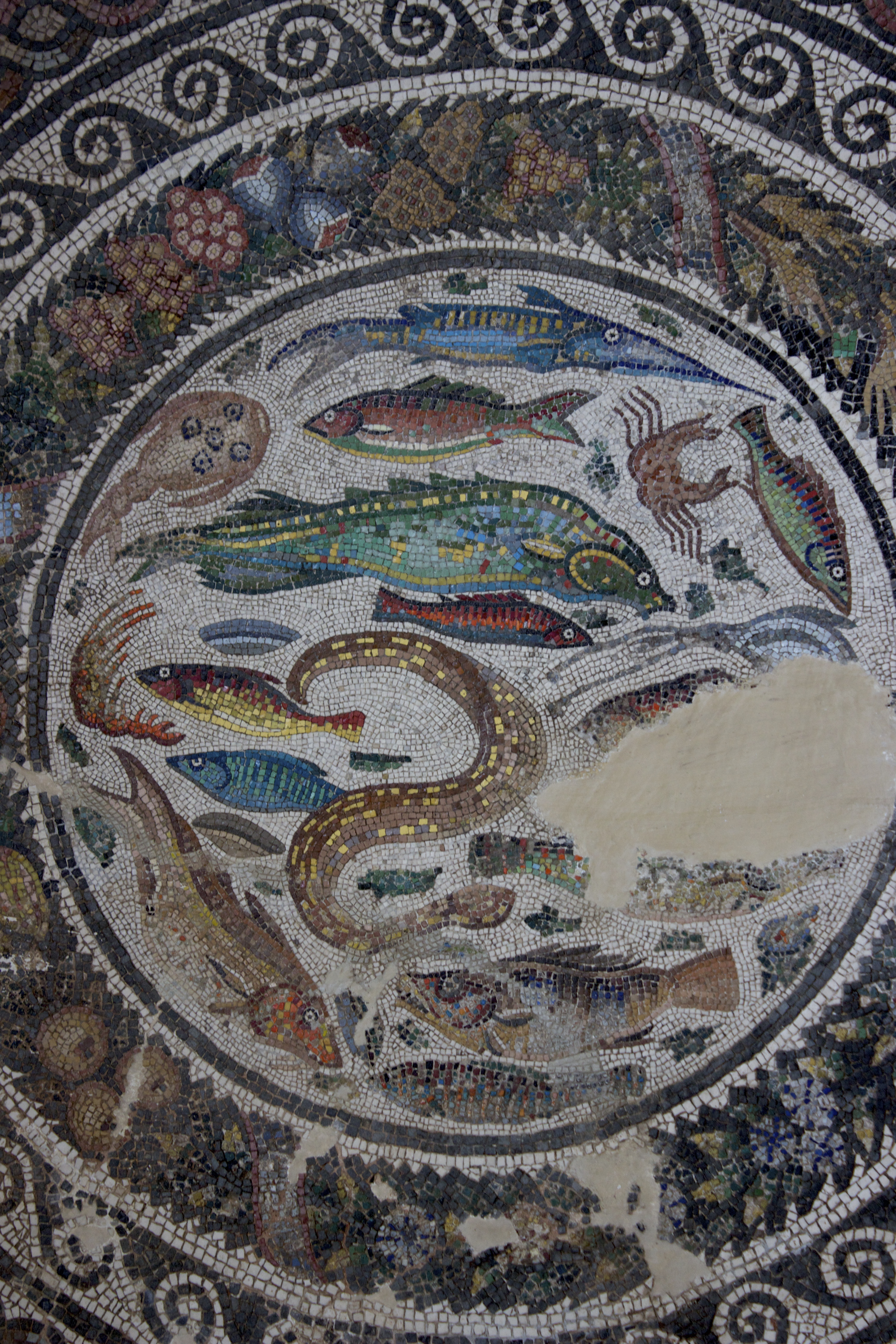
Mosaico romano conservado en el Museo de Santa Cruz de Toledo, España, con diversas especies de animales marinos, seguramente conocidos por su pesca y comercialización.

Desde el Paleolítico el ser humano ha aprovechado los recursos de los bosques (maderas, frutos, plantas...). Siendo éstas las actividades económicas más antiguas.
El descubrimiento de la agricultura dio lugar a la Revolución Neolítica. Los primeros pueblos nómadas de cazadores-recolectores aprendieron a cultivar la tierra y cambiaron su modo de vida: se hicieron sedentarios y empezaron a producir sus propios alimentos. Paralelamente al descubrimiento de la agricultura, surgió la ganadería. Las personas comenzaron a domesticar y criar determinadas especies de animales. Con la ganadería se obtenían alimentos como carne, leche, huevos, grasa y pieles. También utilizaron animales de tiro para las faenas agrícolas y el transporte.

## Excepciones
A efectos de la contabilidad nacional, la minería y otros sectores extractivos, a pesar de ser actividades cuya definición corresponde con la obtención de materias primas, no suelen considerarse como parte del sector primario, y se engloban con el sector energético y otros sectores industriales con los que comparten características como la industria pesada entre otras.